# Конституция Китайской Народной Республики
Конститу́ция Кита́йской Наро́дной Респу́блики (кит. упр. 中华人民共和国宪法, пиньинь Zhōnghuá Rénmín Gònghéguó Xiànfǎ) — основной закон Китайской Народной Республики.
После провозглашения Китайской Народной Республики (КНР) в 1949 году в стране четырежды сменялись Конституции. Последующие Конституции КНР принимались в 1954, 1975 и в 1978 годах. Четвёртая, действующая Конституция КНР была принята в 1982 году. В 1988, 1993, 1999, 2004 и 2018 годах в неё вносились изменения.

## История принятия
Ныне действующая Конституция КНР разработана на основе всенародного обсуждения. Она официально обнародована и принята к исполнению после утверждения на пятой сессии Всекитайского Собрания народных представителей 5-го созыва 4 декабря 1982 года.
В ней унаследованы основные принципы первой Конституции 1954 года, при этом особое внимание уделено обобщению опыта развития социализма в Китае и усвоенного мирового опыта. Конституция учитывала не только реальную ситуацию, но и исходила из перспектив развития страны. В этом и проявляется китайская специфика конституционного регулирования.
Во время принятия она отвечала требованиям политического, экономического и культурного развития страны в новый период социалистической модернизации. Специально было отмечено, что Конституция «в форме закона зафиксировала результаты борьбы народов Китая, определила основной строй и основные задачи государства. Конституция — основной закон страны, имеет высшую юридическую силу. Все народы страны, все государственные органы и Вооружённые Силы, все политические партии и общественные организации, предприятия и учреждения руководствуются положениями Конституции как основным критерием своей деятельности, ответственны за соблюдение Конституции и проведение её в жизнь».
«В дальнейшем коренная задача государства — общими силами осуществить социалистическую модернизацию. Народы всех национальностей Китая, руководимые Коммунистической партией Китая и вооружённые марксизмом-ленинизмом, идеями Мао Цзэдуна, будут и впредь отстаивать демократическую диктатуру народа и социалистический путь, постоянно совершенствовать различные социалистические институты, развивать социалистическую демократию, укреплять социалистическую законность с тем, чтобы собственными силами и упорной борьбой постепенно осуществить модернизацию промышленности, сельского хозяйства, национальной обороны, науки и техники, превратить нашу страну в высокоцивилизованное, высокодемократическое социалистическое государство».
При её принятии специально оговаривалось также, что Тайвань «является частью священной территории Китайской Народной Республики. Завершение великого дела воссоединения Родины — священный долг всего китайского народа, в том числе и наших соотечественников на Тайване».

### Структура и поправки
Конституция КНР 1982 года содержит Преамбулу и 4 главы, имеющие 143 статей.
Главы Основного закона страны:
- «Общие положения»;
- «Основные права и обязанности граждан»;
- «Государственное устройство»;
- «Государственный флаг, Государственный герб, столица КНР».

В апреле 1988 года на первой сессии ВСНП 7-го созыва, в марте 1993 года на первой сессии ВСНП 8-го созыва и в марте 1999 года на второй сессии ВСНП 9-го созыва были приняты поправки к Конституции, внесены изменения и дополнения в некоторые положения действующей Конституции, после чего Конституция стала ещё больше соответствовать реалиям страны и потребностям её развития.
В 2004 году Конституция КНР была существенно дополнена. В неё были добавлены положения «о стимулировании гармоничного развития строительства материальной, политической и духовной культуры; создании и усовершенствовании режима соцобеспечения; защите частного имущества; уважении и гарантии прав человека».
В 2018 году из Конституции КНР исключено 10-летнее ограничение на правление председателя КНР.

### Общие конституционные положения
Конституция КНР гласит:
«Китайская Народная Республика есть социалистическое государство демократической диктатуры народа, руководимое рабочим классом и основанное на союзе рабочих и крестьян; Социалистический строй есть основной строй Китайской Народной Республики. Запрещается любым организациям или отдельным лицам подрывать социалистический строй» (ст. 1).

### Права и обязанности человека и гражданина по Конституции КНР 1982 года
Согласно Конституции КНР, все граждане равны перед законом, и государство обязано соблюдать и защищать права человека. Каждому гражданину КНР конституционно гарантированы (гл. 2):
- права избирать и быть избранным;
- право на свободу слова, печати, собраний, создания обществ, шествий и демонстраций;
- свободу вероисповедания;
- личную свободу;
- уважение человеческого достоинства и личной жизни;
- неприкосновенность жилища и законного частного имущества;
- свободу переписки и сохранение тайны переписки;
- право критиковать и вносить предложения в адрес любого государственного учреждения и государственного служащего;
- право контроля над деятельностью государственных учреждений и государственных служащих;
- право на труд;
- право на отдых и материальную помощь государства и общества по старости, болезни или при потере трудоспособности;
- право на образование;
- право на научную, литературную, художественную и иного рода культурную деятельность.

В качестве конституционных обязанностей устанавливаются (ст. 52-56):
- защита единства государства и сплочённости всех национальностей страны;
- соблюдение Конституции и законов;
- сохранение государственной тайны;
- обережение общественной собственности;
- соблюдение трудовой дисциплины и общественного порядка, уважение к нормам общественной морали;
- охрана безопасности, чести и интересов Родины;
- защита Родины и отражение агрессии (установлена как «священный долг каждого гражданина Китайской Народной Республики» — ст. 55).
- Воинская служба и участие в народном ополчении (в соответствии с законом являются почётной обязанностью граждан Китайской Народной Республики — ст. 55).
- Обязанность платить налоги.

## Предыдущие Конституции

### Конституция Китайской Народной Республики 1954 года
Проект Конституции был утверждён на первой сессии ВСНП 20 сентября 1954 года.
Конституция состояла из введения и 106 статей, объединённых в четыре главы. Глава 1 «Общие положения» была посвящена общественному устройству, глава 2 «Государственная структура» — системе государственных органов, глава 3 — основным правам и обязанностям граждан, глава 4 определяла государственные символы и столицу. Как указывалось во введении, данная Конституция основывалась на Общей программе НПКСК и являлась её дальнейшим развитием. В статье 4 Конституции в качестве задачи государственного строительства определялось создание социалистического общества. Кроме того, в традиционном для социалистического «конституционализма» духе говорилось о дружбе с социалистическими странами и борьбе за мир. Конституцией было предусмотрено создание поста Председателя КНР.